# Angels Hard as They Come
Angels Hard as They Come  је бајкерски филм из 1971. у режији Џоа Виоле у којем глуме Скот Глен, Чарлс Диркоп, Гилда Текстер, Џејмс Иглхарт и Гари Бјуси. Написао га је и продуцирао Џонатан Деми.

## Радња
Лонг Џон, Џусер и Монк су чланови бајкерске банде „Анђели“. Када једна од њихових нарко-дилерских размена пропадне, два члана ривалске банде „Змајеви“ позивају их у напуштени град Лост Коз (Изгубљени разлог), где су хипици основали комуну. Генерал, вођа „Змајева“, изазива Лонг Џона на трку и губи. Лонг Џон тада упознаје хипи девојку Астрид, која га привлачи. Она му каже да њихови вође, Вики и Хенри, нису задовољни присуством „Змајева“.
Те ноћи, неколико пијаних „Змајева“ покушава групно да силује Астрид. „Анђели“ интервенишу, али један од „Змајева“ убада Астрид насмрт. „Змајеви“ потом оптужују Лонг Џона, тврдећи да је покушао да убије Генерала.
Следећег дана, „Змајеви“ везују „Анђеле“ и покушавају да их убију тако што јашу моторе око њих, ударајући их ланцима. Лонг Џон ослобађа Монка, који успева да побегне. Монку понестаје горива у пустињи, где га прогони расиста у багију за дине. Монк на крају краде камп-возило и наставља бекство.
У међувремену, хипици сипају дрогу у храну „Змајева“ и помажу Лонг Џону и Џусеру да побегну. Монк најзад стиже до куће Клауда, дилера дроге с којим су „Анђели“ требали да се састану на почетку филма. Остатак банде „Анђела“ већ је код Клауда, и они крећу назад ка Лост Козу.
Ујутру, Генерал везује Вики за стуб и прети да ће је живу спалити ако хипици не предају Лонг Џона и Џусера. Хенри покушава да убије Генерала ножем, али му Генерал одузима оружје и схвата да нож припада његовом саборцу, Аксету. Тада Генерал схвата да је Аксет заправо покушао да га убије током силовања Астрид и убија га.
На крају, „Анђели“ стижу у град, убијају све „Змајеве“ и спасавају Лонг Џона и Џусера. На крају, сви напуштају град – бајкери одлазе једним путем, а хипици другим.

## Улоге
- Скот Глен – Лонг Џон
- Чарлс Диркоп – Генерал
- Џејмс Иглхарт – Монк
- Гилда Текстер – Астрид
- Гари Бјуси – Хенри
- Гари Литлџон – Аксет
- Дон Карера – Џусер
- Џенет Вуд – Вики
- Брендан Кели – Брејн

## Производња
Џонатан Деми је упознао Роџера Кормана док је радио публицитет за филм „Von Richthofen and Brown“. Продуцент је био импресиониран рекламним материјалом који је Деми написао и питао га да ли је заинтересован за писање сценарија за филм о мотоциклистима. Деми је предложио идеју о мотоциклистичкој верзији „Рашомона“ и написао сценарио заједно са Џоом Виолом, који је режирао ТВ рекламе које је Деми продуцирао. Џек Фиск је био уметнички директор филма.

## Пријем
Филм је био веома успешан, а Корман је изјавио да је остварио зарад од више од 700.000 долара од изнајмљивања и да је донео профит од 46% већ у првој години.